# Guppy-EPn
Guppy-EPn är Åtta Bier Ti Min Fars allra första skiva och släpptes 1989 på bandets eget bolag Raka Puckar Records. Låtarna finns som bonusspår på Pallar inte med...

## Låtar på albumet
| Nr | Titel                                    |  |
| -- | ---------------------------------------- |  |
| 1. | Jag vill hellre va en guppy än en yuppie |  |
| 2. | Den gode, den onde och den fulle         |  |
| 3. | Pengar                                   |  |
| 4. | Freestajlradioapparat                    |  |